# موسيقى القداس الجنائزي لأنتونين دفوراك
موسيقى القداس الجنائزية Requiem لأنتونين دفوراك في سلم بي فلات مينور، المصنف رقم 89، هي موسيقى قداس جنائزية مكتوبة للأوركسترا والكورال والعازفين المنفردين. ألفت في عام 1890 وأديت للمرة الأولى في 9 أكتوبر 1891 في مدينة برمنغهام في إنـجلترا بقيادة المؤلف أنتونين دفوراك.
يتكون العمل من جزأين، ويستغرق مدة خمسة وتسعين دقيقة بحد أقصى.